# Fanny Ardant
Fanny Ardant (* 22. března 1949 Saumur) je francouzská filmová herečka. Na filmovém plátně debutovala v roce 1976 dramatem Marie-poupée.
Za roli Evelyne ve filmu Někdo to rád holky obdržela roku 1997 Césara pro nejlepší herečku. Spolu se sedmi kolegyněmi pak získala Evropskou filmovou cenu pro nejlepší herečku za snímek 8 žen z roku 2001. Postavu Marianne ztvárnila v romantické komedii Tenkrát podruhé, která pro ni v roce 2020 znamenala zisk Césara pro nejlepší herečku ve vedlejší roli.

## Životopis
Narodila se v departementu Maine-et-Loire ve městě Saumur. Její otec byl důstojníkem jízdní gardy monackého knížectví, část dětství vyrůstala v Maroku. Vystudovala politické vědy na univerzitě v Aix-en-Provence.
Má tři dcery, první dcera Lumir se narodila 4. dubna 1975 ze vztahu s Dominiquem Leverdem, který v roce 1976 zemřel. Do tříletého vztahu s režisérem Françoisem Truffautem, ukončeného jeho úmrtím, se 28. září 1983 narodila dcera Joséphine. V roce 1990 porodila třetí dceru Baladine, jejímž otcem se stal italský kameraman a producent Fabio Conversi.

## Výběr filmografie
| Rok  | Film                                  | Role                            | Poznámka                                    |
| ---- | ------------------------------------- | ------------------------------- | ------------------------------------------- |
| 1976 | Marie-poupée                          | Marie-Paule                     |                                             |
| 1979 | Psi                                   |                                 |                                             |
| 1980 | Jedni a druzí                         | Véronique                       |                                             |
| 1981 | Žena od vedle                         | Mathilde Bauchard               |                                             |
| 1982 | Život je román                        | Livia Ceraskier                 |                                             |
| 1982 | Konečně neděle!                       | Barbara Becker                  |                                             |
| 1983 | Swannova láska                        | vévodkyně de Guermantes         |                                             |
| 1983 | Benvenuta                             | Benvenuta                       |                                             |
| 1984 | Láska až za hrob                      | Judith Martignac                |                                             |
| 1984 | Desiderio                             | Lucia                           |                                             |
| 1986 | Mélo                                  | Christiane Levesque             |                                             |
| 1987 | Rodina                                | Adriana                         |                                             |
| 1988 | Strach a láska                        | Velia                           |                                             |
| 1989 | Austrálie                             | Jeanne Gauthier                 |                                             |
| 1992 | Strach ze tmy                         | Miriam                          |                                             |
| 1994 | Plukovník Chabert                     | vévodkyně Ferraudová            |                                             |
| 1994 | Les cent et une nuits de Simon Cinéma | hvězda pracující v noci         |                                             |
| 1995 | Za mraky                              | Patricia                        |                                             |
| 1995 | Sabrina                               | Irene                           |                                             |
| 1996 | Désiré                                | Odette                          |                                             |
| 1996 | Někdo to rád holky                    | Evelyne, zvaná Eva              | César pro nejlepší herečku                  |
| 1996 | Nevinné krutosti                      | Madame de Blayac                |                                             |
| 1998 | Královna Alžběta                      | Marie de Guise                  |                                             |
| 1998 | La cena                               | Flora                           |                                             |
| 1999 | Augustin, roi du Kung-fu              | sama sebe                       |                                             |
| 1999 | Francouzův syn                        | Anne                            |                                             |
| 2000 | Libertin                              | Madame Therbouche               |                                             |
| 2001 | 8 žen                                 | Pierrette                       | Evropská filmová cena pro nejlepší herečku  |
| 2001 | Nesmrtelná Callasová                  | Maria Callas                    |                                             |
| 2001 | Žádné boží zprávy                     | Marina D'Angelo                 |                                             |
| 2003 | Žena mého muže                        | Catherine                       |                                             |
| 2006 | Paříži, miluji tě                     | Fanny                           |                                             |
| 2007 | Kde se cesty kříží                    | Judith Ralitzer                 |                                             |
| 2007 | Božský                                | žena francouzského velvyslance  |                                             |
| 2008 | Hello Goodbye                         | Gisèle                          |                                             |
| 2008 | Ha-Sodot                              | Anouk                           |                                             |
| 2009 | Cendres et sang                       |                                 | také režisérka                              |
| 2009 | Tvář                                  | producentka / královna Hérodias |                                             |
| 2011 | Interno Giorno                        | Maria Toricello                 |                                             |
| 2011 | Raspoutine                            | Alexandra Fjodorovna            | televizní film                              |
| 2013 | Les Beaux Jours                       | Caroline                        |                                             |
| 2013 | Velká nádhera                         | sama sebe                       | cameo                                       |
| 2013 | Cadences obstinées                    | —                               | režisérka                                   |
| 2014 | Casanova Variations                   | Lucrecia                        |                                             |
| 2015 | Chic!                                 | Alicia Ricosi                   |                                             |
| 2017 | Lola Pater                            | Lola                            |                                             |
| 2018 | Ondes de choc – Journal de ma tête    | Nina Rennerová                  | TV miniserie (1.epizoda)                    |
| 2019 | Tenkrát podruhé                       | Marianne Drumond                | César pro nejlepší herečku ve vedlejší roli |
| 2020 | ADN                                   | Caroline                        |                                             |
| 2021 | Mladí milenci                         | Shauna Loszinsky                |                                             |
| 2022 | Barvy ohně                            | Solange Gallinato               |                                             |
| 2023 | Hotel Palace                          | markýza                         |                                             |
| 2024 | American Star                         | Anne                            |                                             |